# Lotus peregrinus
Lotus peregrinus là một loài thực vật có hoa trong họ Đậu. Loài này được L. miêu tả khoa học đầu tiên.